# 元包经
《元包经》，是南北朝衛元嵩的易學著作，仿照《太玄經》。
書中分〈太阴〉、〈太阳〉、〈太阴〉、〈少阳〉、〈仲阳〉、〈孟阴〉、〈孟阳〉、〈连著〉、〈说源〉十部分组成。前八部分即按坤、乾、兑、艮、离、坎、巽、震之序排列。此书，虽有唐苏源明作传，唐李江注音，南宋张行成《元包数总义》以术数衍其理。但终因其生僻难懂，易学家关注此书亦不多。